# Landgericht Wuppertal

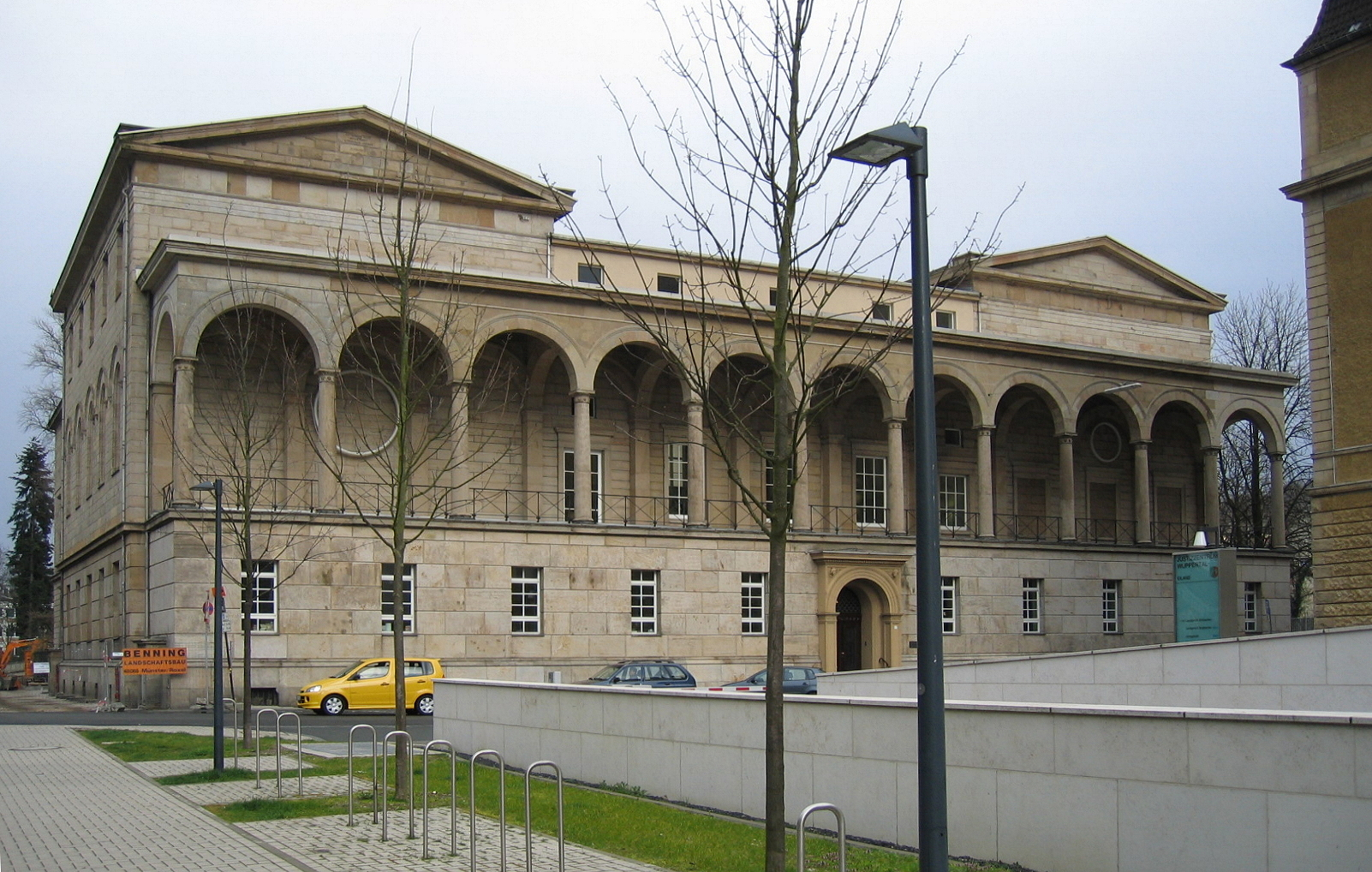
Altes Gerichtsgebäude (Foto: 2007)

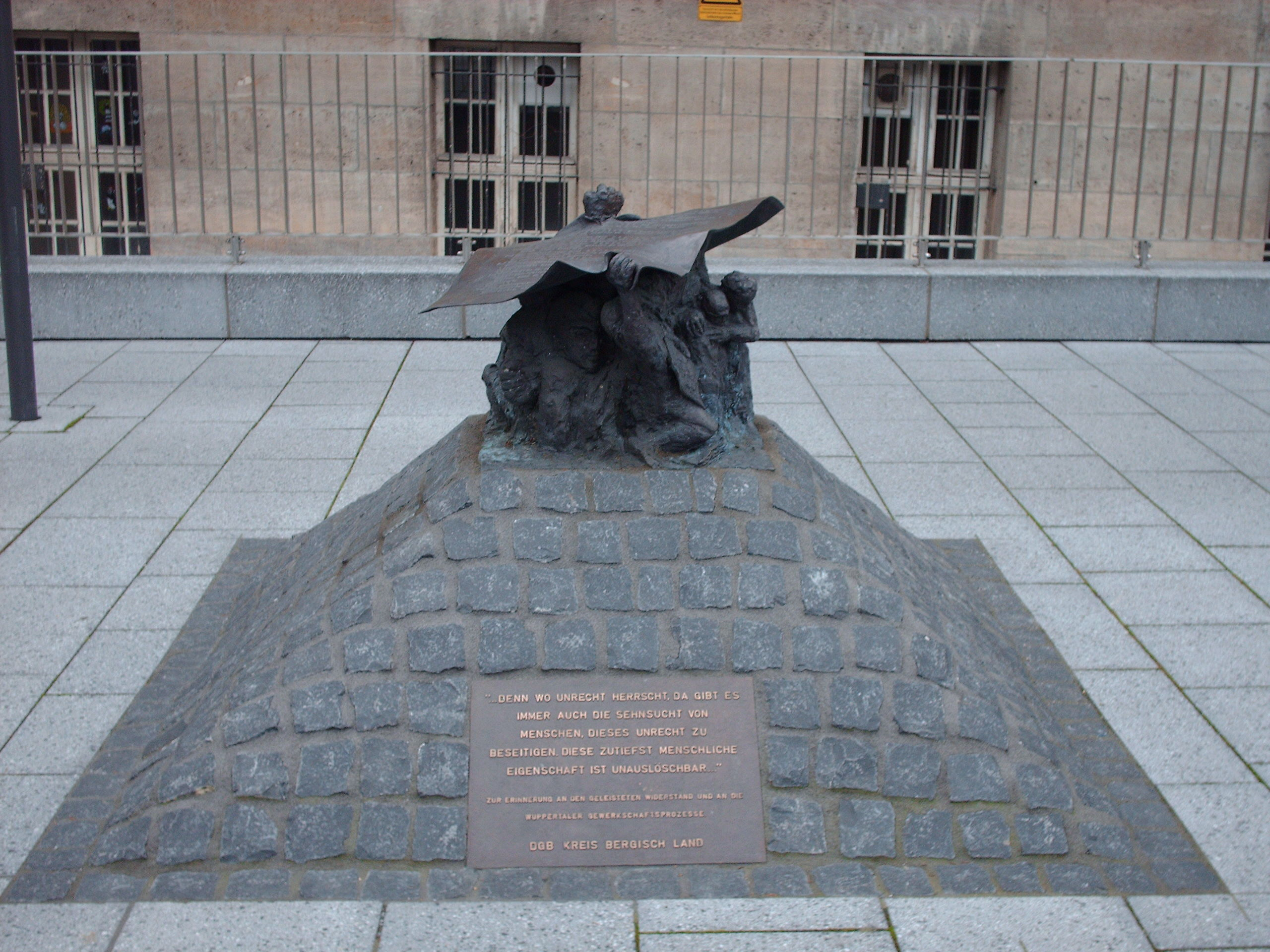
Denkmal an die Wuppertaler Gewerkschaftsprozesse (Foto: 2006)

Das Landgericht Wuppertal ist ein Gericht der ordentlichen Gerichtsbarkeit und eines von sechs Landgerichten im Bezirk des Oberlandesgerichts Düsseldorf.

## Gerichtssitz und -bezirk
Sitz des Gerichts ist Wuppertal in Nordrhein-Westfalen. Der Gerichtsbezirk umfasst die Kreisfreien Städte Wuppertal, Remscheid und Solingen sowie vom Kreis Mettmann die Gemeinden Erkrath, Haan, Mettmann, Wülfrath, Heiligenhaus und Velbert. Es ist damit zuständig für über 850.000 Menschen.

## Gebäude
Das Gerichtsgebäude des Architekten Carl Ferdinand Busse, eines der ältesten Deutschlands, liegt auf einer Insel in der Wupper, die Gerichtsinsel genannt wird, und wurde am 1. Mai 1854 eingeweiht. Das Gebäude beherbergt heute nur noch die Zivilkammern des Landgerichts, während die Strafkammern im gegenüberliegenden Neubau untergebracht sind. Größter Sitzungssaal, auch für Strafverhandlungen, ist jedoch weiterhin der im Altbau befindliche Schwurgerichtssaal.

## Geschichte
Die Gründung des Landgerichts Elberfeld (als Vorgänger des Landgerichts Wuppertal) geht auf eine Initiative zurück, die unterstützt wurde von Oberbürgermeister Johann Rütger Brüning und Stadtrat August von der Heydt, welche am 26. Februar 1834 in Berlin König Friedrich Wilhelm III. eine ausführliche Denkschrift überreichten und anschließend Verhandlungen mit den zuständigen Regierungsstellen führten. Am 9. Mai 1834 unterzeichnete der König den Erlass zur Gründung des Landgerichts. Das zunächst für die Stadt Elberfeld und die Kreise Elberfeld, Solingen und Lennep zuständige Landgericht in Elberfeld wurde am 24. November 1834 offiziell eröffnet.
Das Landgericht Elberfeld war dem Appellationsgerichtshof Köln untergeordnet. Der Gerichtsbezirk des neuen Landgerichts Elberfeld wurde aus dem des Landgerichtes Düsseldorf herausgelöst und bestand aus folgenden Friedensgerichten als Gerichte erster Instanz:
| Friedensgericht                | Sitz           |
| ------------------------------ | -------------- |
| Friedensgericht Barmen         | Barmen         |
| Friedensgericht Elberfeld      | Elberfeld      |
| Friedensgericht Lennep         | Lennep         |
| Friedensgericht Mettmann       | Mettmann       |
| Friedensgericht Remscheid      | Remscheid      |
| Friedensgericht Ronsdorf       | Ronsdorf       |
| Friedensgericht Solingen       | Solingen       |
| Friedensgericht Velbert        | Velbert        |
| Friedensgericht Wermelskirchen | Wermelskirchen |

Das Gericht war zunächst mit zehn Richtern besetzt. Als Gerichtsgebäude diente als Provisorium das vierstöckige Weber’sche Haus in der Herzogstraße. Auf Initiative der Stadt Barmen wurde im Jahr 1841 als neuer Standort die Wupperinsel an der Haspeler Brücke, der Stadtgrenze zwischen Elberfeld und Barmen, bestimmt und anschließend der Neubau errichtet, der im Jahr 1854 eingeweiht wurde.
Mit der Reichsjustizreform 1879 wurde das Landgericht Elberfeld dem Oberlandesgericht Köln untergeordnet und war selbst für die Kreise Elberfeld-Stadt, Barmen-Stadt, Mettmann, Lennep und Teile des Kreises Solingen zuständig. Im Jahr 1890 war es mit 14 Richtern besetzt, die in drei Zivilkammern tätig waren. Aufgrund des stetigen Anwachsens der Bevölkerungszahlen wurden bis 1906 vier weitere Zivilkammern eingerichtet. Mit Gründung des Oberlandesgerichts Düsseldorf am 16. September 1906 wurde das Landgericht Elberfeld diesem untergeordnet.
Mit der Gründung und Umbenennung der Stadt Wuppertal im Jahr 1930 wurde auch das Landgericht entsprechend umbenannt. Der Landgerichtsbezirk umfasste nunmehr die Städte Wuppertal, Solingen, Remscheid sowie Teile der Kreise Düsseldorf-Mettmann und Rhein-Wupper. Zum 100-jährigen Bestehen des Landgerichts im Jahr 1934 verfügte es über einen Präsidenten, 13 Direktoren, 25 Richter und vier Gerichtsassessoren.
Im Zweiten Weltkrieg wurde das Gerichtsgebäude zu 30 Prozent zerstört. Am 8. Oktober 1945 konnte das Landgericht Wuppertal seine Tätigkeit mit acht Richtern wieder aufnehmen und war zunächst zuständig für die Amtsgerichte Wuppertal, Velbert, Solingen und Remscheid sowie ab Februar 1946 auch für die Amtsgerichte Langenberg, Mettmann, Remscheid-Lennep und Wermelskirchen. Die Zahl der Richter stieg bis Ende des Jahres 1947 auf 42. Im Jahr 1964 bezogen das Amtsgericht Wuppertal und die Staatsanwaltschaft ein auf der Gerichtsinsel neu errichtetes Justizhochhaus, womit das Landgericht neben dem Landgerichtsgebäude auch über den direkt gegenüber liegenden Altbau des Amtsgerichts aus dem Jahr 1908 verfügen konnte. Durch weitere Kommunal- und Verwaltungsreformen entfiel die Zuständigkeit für die Amtsgerichte Langenberg, Remscheid-Lennep und Wermelskirchen.
Nach dem Abriss des Justizhochhauses auf dem Eiland im Jahr 2001 wurde im Mai/Juni 2005 ein neues, fünfstöckiges Gebäude bezogen. Die drei auf der Gerichtsinsel errichteten Gebäude beherbergen neben dem Landgericht und Amtsgericht Wuppertal seitdem auch das Arbeitsgericht. Während die Anzahl der Richterstellen am Landgericht in den 1980er-Jahren auf über 70 angewachsen war, verfügte es im Jahr 2010 noch über ca. 60 Richterkräfte, die von etwa 100 nichtrichterlichen Mitarbeitern unterstützt werden.

### Landesarbeitsgericht Elberfeld
Gemäß Arbeitsgerichtsgesetz vom 23. Dezember 1926 wurden in Deutschland Arbeitsgerichte gebildet. Diese waren nur in der ersten Instanz unabhängig, die Landesarbeitsgerichte waren den Landgerichten zugeordnet. Am Landgericht Elberfeld entstand so 1927 das Landesarbeitsgericht Elberfeld als eines von vier Landesarbeitsgerichten im Bezirk des Oberlandesgerichtes Düsseldorf. Dem Landesarbeitsgericht Elberfeld waren folgende Arbeitsgerichte zugeteilt: Arbeitsgericht Barmen, Arbeitsgericht Elberfeld, Arbeitsgericht Lennep, Arbeitsgericht Remscheid, Arbeitsgericht Solingen und Arbeitsgericht Velbert.
Mit der Gründung und Umbenennung der Stadt Wuppertal im Jahr 1930 wurde auch das Landesarbeitsgericht entsprechend umbenannt.
Nach der Besetzung Deutschlands durch die Alliierten wurden 1945 zunächst alle Gerichte geschlossen. Die ordentlichen Gerichte wurden schon bald wieder eröffnet, während die Arbeitsgerichte zunächst nicht wieder eingerichtet wurden, so dass arbeitsgerichtliche Streitigkeiten von den ordentlichen Gerichten erledigt werden mussten. Gemäß Kontrollratsgesetz 21 sollten in Deutschland Arbeitsgerichte aufgebaut werden. Anstelle der früheren Landesarbeitsgerichte wurde nur noch ein Landesarbeitsgericht Düsseldorf für das Rheinland und das Landesarbeitsgericht Hamm für Westfalen gebildet, ein Landesarbeitsgericht Wuppertal entstand nicht neu.

## Liste der Präsidentinnen und Präsidenten des Landgerichts Elberfeld/Wuppertal
| Präsidentin bzw. Präsident des Landgerichts Elberfeld/Wuppertal |                                       |
| 1834–1847                                                       | Friedrich Ludwig Hoffmann             |
| 1848–1875                                                       | Johann Friedrich Philippi (1802–1880) |
| 1875–1882                                                       | Ludwig Paschen                        |
| 1884–1887                                                       | Joseph Polch                          |
| 1887–1894                                                       | Werner Hücking (vor 1840–1903)        |
| 1894–1899                                                       | Viktor Stomps (1826–1907)             |
| 1900–1904                                                       | Maximilian Beitzke                    |
| 1905–1919                                                       | Joseph Heimsoeth (1850–?)             |
| 1919–1922                                                       | Paul Mertens (1870–1931)              |
| 1922–1945                                                       | Eduard Kleinschmidt (1882–1973)       |
| 1945–1950                                                       | Wilhelm Fölsch                        |
| 1950–1952                                                       | Hugo Heineberg                        |
| 1953–1961                                                       | Albert Rusche                         |
| 1961–1976                                                       | Wolfgang Jansen (1911–?)              |
| 1976–1984                                                       | Hubert Musall                         |
| 1984–1991                                                       | Christoph Degenhardt (1927–2013)      |
| 1991–2000                                                       | Horst Crummenerl                      |
| 2001–2017 –0000                                                 | Josef Schulte (* 1952)                |
| 2018–2023                                                       | Annette Lehmberg (1962–2023)          |
| 2023––0000                                                      | Stefanie Rüntz                        |

## Richter
- Karl Rasch (1890 bis 1897)

## Über- und nachgeordnete Gerichte
Dem Landgericht Wuppertal ist das Oberlandesgericht Düsseldorf übergeordnet. Nachgeordnet sind die Amtsgerichte Mettmann, Remscheid, Solingen, Velbert und Wuppertal.